# ترنبولون
ترنبلون(به انگلیسی: Trenbolone) یک استروئید تزریقی است که داری خاصیت آندروژنیک و آنابولیک بسیار بالا می باشد.

این دارو استری سریع الاثر از ترنبولون است که تاثیر قدرتمندی در تشدید فرایند پروتئین سازی از خود نشان داده است.ترنبولون استروئیدی حیوانی و در عین حال پر قدرت است که مصرف آن موجب مثبت شدن بالانس نیتروژن در بدن انسان و حیوان شده است.به دلیل اینکه ترنبولون دارویی بسیار پر قدرت و در عین حال محبوب در بین ورزشکاران رشته های قدرتی و ورزشکاران رشته پرورش اندام بوده است. سوء استفاده از آن نیز در بازار سیاه دارو معمول بوده و افراد و حتی کارگاه های زیادی اقدام به تولید و عرضه نمونه های قلابی آن در سطح جهان کرده اند و همین مسئله نیز موجب شده است تا دسترسی به نمونه های اصلی این دارو در بازار سیاه امروزه جهان بسیار مشکل شود.همانگونه که گفته شد هسته اصلی داروهایی که در این رده تولید و عرضه می شوند و در هر کشوری نیز به یک نام خوانده می شوند ماده مؤثر ترنبولون استات است.خطر این دارو بالا است توصیه نمی شود افراد اماتور استفاده کنند.

## توقف تولید ترنبلون
تولید استروئید ترنبلون در تمامی شرکت های داروسازی جهان از سال ۲۰۰۹ تا اکنون به دستور کمیته جهانی ایایایاتیت مبارزه با دوپینگ متوقف شده است.